# 24239 Paulinehiga
24239 Paulinehiga è un asteroide della fascia principale. Scoperto nel 1999, presenta un'orbita caratterizzata da un semiasse maggiore pari a 2,3073394 UA e da un'eccentricità di 0,1604696, inclinata di 2,50750° rispetto all'eclittica.